# Trafaria
Trafaria – dawna parafia (freguesia) Almady i jednocześnie miejscowość w Portugalii, wchodząca w skład Área Metropolitana de Lisboa. W 2011 zamieszkiwało ją 5 696 mieszkańców, na obszarze 5,83 km². W 2013 stała się częścią nowo utworzonej parafii Caparica e Trafaria. Znajduje się na lewym brzegu rzeki Tag.